# Горневська Слобода
Горневська Слобода (рос. Горневская Слобода) — присілок в Ферзиковському районі Калузької області Російської Федерації.
Населення становить 51 особу. Входить до складу муніципального утворення село Грабцево.

## Історія
Від 2004 року входить до складу муніципального утворення село Грабцево

## Населення
| 2002 | 2010 | 2011 |
| ---- | ---- | ---- |
| 33   | ↗52  | ↘51  |